# Charles Grandison Finney

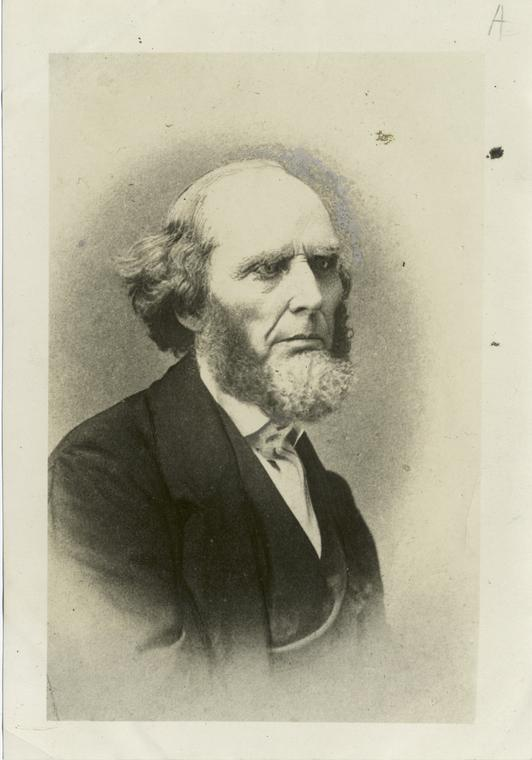
Charles Grandison Finney

Charles Grandison Finney (* 29. August 1792 in Warren, Litchfield County, Connecticut; † 16. August 1875 in Oberlin, Ohio) war ein US-amerikanischer Jurist, evangelikaler Erweckungsprediger, Hochschullehrer und Rektor des Oberlin Collegiate Institute und wichtiger Vertreter der Heiligungsbewegung und des Oberlin Perfektionismus.

## Leben
Charles G. Finney wurde, je nach Quellen, am 27. oder 29. August 1792 als jüngstes von sieben Kindern von Josiah Finney und Sarah Curtiss geboren. Die Eltern waren Landwirte und gehörten zu den frühsten europäischen Siedlern von Warren. Charles wuchs mehrheitlich in Oneida im Staat New York auf, und er besuchte in Warren die Schule, wo er auch Peter Starr, der 1771 bis 1822 im Dorf Pastor war, predigen hörte und so die Bibel etwas kennenlernte.
Im Jahr 1818 fing er in Adams im Staat New York eine Ausbildung als Bürogehilfe in einer Anwaltskanzlei an. Durch seine Studien im rechtswissenschaftlichen Bereich kam er immer wieder in Kontakt mit Zitaten aus der Bibel; um die Bibelstellen in ihrem Kontext zu sehen, begann er immer öfter, den kompletten Textabschnitt zu lesen. Zudem suchte ihn der presbyterianische Pastor George W. Gale im Büro auf und verwickelte ihn in Gespräche über geistliche Themen, und Finney engagierte sich als Chordirigent in dieser Kirche.
Im Herbst 1818 hatte Charles Finney ein Bekehrungserlebnis, als er alleine in einem Wäldchen spazieren war. Wenige Tage später erfuhr er wieder ein intensives Erlebnis mit Gott, was er später als eine von mehreren Geistestaufen beschrieb. Er wollte nun nicht mehr juristische Probleme lösen, sondern er begann, die Bibel vertieft zu studieren, um später predigen zu können. Im Gegensatz zu der in den USA weit verbreiteten calvinistischen Einstellung wurde er überzeugt, dass der Mensch einen freien Willen hat und über sein Heil oder Unheil wesentlich mitentscheiden kann.
Nach diesem dramatischen Erlebnis wurde Finney ein vollzeitlicher Prediger und Evangelist. Im Dezember 1823 wurde er auch ordinierter Pastor der presbyterianischen Kirche und diente zuerst in der Chatham Street Chapel, dann in der unabhängigen Broadway Tabernacle Congregational Church in New York City, die durch seine Freunde, die Brüder Tappan, gebaut wurde. Besonders in den Jahren 1830 bis 1831 erlebte er an mehreren Orten, wie an Freiversammlungen (englisch: camp meetings) durch seine Predigten Gemeinden Erweckungen erfuhren. Schätzungen zufolge bekehrten sich bis zu 500.000 Menschen durch seine lebendigen und eindringlichen Predigten. Teilweise schlossen die Händler ihre Läden, weil ihre Kunden Finney zuhören wollten. Die Geschichtsschreibung spricht vom „Second Great Awakening“, das sich mit ihm und anderen Predigern seiner Generation in den USA verbindet.
Im Jahr 1835 wurde Finney an das Oberlin Collegiate Institute berufen, eine 1833 gegründete theologische Fakultät in Oberlin, Ohio, wo er Prediger ausbildete. 1837 wurde er als Pastor an die First Congregational Church in Oberlin berufen. Von 1851 bis 1866 war er der Rektor (englisch: president) des Oberlin College, wie das Institut später genannt wurde. Bis kurz vor seinem Tod hielt er noch Vorlesungen vor seinen Studenten.
Durch eine Reise nach England brachte Finney 1859–61 seine neue Methoden (er nannte sie neue Massnahmen, englisch: new measures) der Massenevangelisation auch nach Europa und hatte großen Einfluss darauf, dass sich auch hier die vom Oberlin Perfektionismus geprägte Heiligungsbewegung ausbreitete. Ihre Lehren beeinflussten auch Friedrich von Schlümbach (1842–1901) und die deutsche Gemeinschaftsbewegung, Elias Schrenk und die Deutsche Zeltmission im letzten Drittel des 19. Jahrhunderts.

„Es ist das einer der größten und beklagenswertesten Mißstände heutzutage. Selbst bei aufrichtig frommen Pfarrern ist das Christentum in vielen Fällen so oberflächlich, dass sie die wirklich geistlich gesinnten Glieder ihrer Gemeinden nicht verstehen können. Ihre Predigten entsprechen ihren Bedürfnissen nicht und geben ihnen daher auch nicht die richtige Nahrung. Sie stimmen nicht mit den von ihnen gemachten Erfahrungen überein. Die betreffenden Geistlichen sind selbst nicht tief genug gegründet, um dem Schaden der ihnen anvertrauten Seelen auf den Grund zu gehen und die Gemeinde erwecken zu können.“

## Familie
Finney war dreimal verheiratet. Mit seiner ersten Frau Lydia Root Andrews (1804–1847) hatte er sechs Kinder. Ein Sohn war der Eisenbahningenieur und -manager Frederick Norton Finney. Dieser stiftete ihm zu Ehren die Finney Chapel im Oberlin College. 1848 heiratet er Elizabeth Ford Atkinson (1799–1863) und 1865 Rebecca Allen Rayl (1824–1907).

## Lehre, Stil und Kritik
Finney wurde nicht eigentlich christlich erzogen oder kirchlich sozialisiert. Erst als Rechtsanwalt besuchte er eine presbyterianische Kirchgemeinde, die vom damaligen in Amerika üblichen Calvinismus ihres Pastors mitgeprägt war. Dieser betonte deshalb die Souveränität der Gnade Gottes bei der Errettung, nicht jedoch die freie Wahl und Entscheidung der Menschen. Finney begann dagegen von sich aus, Gott zu suchen und um Heilsgewissheit zu ringen. Er war aber nicht nur von der Bibel und einer biblischen Theologie beeinflusst, sondern auch von der griechischen Philosophie und dem römischen Recht der Antike, der Aufklärung, der schottischen Philosophie des Common Sense (deutsch: Gesunder Menschenverstand) und der Idee des freien Willens, die er durch sein Studium und seine Tätigkeit im Anwaltsbüro kennengelernt hatte.
Einige Kritiker behaupteten, dass Finney nicht wirklich an die Erbsünde und unbewussten Sünden der Menschen, an das Sühneopfer von Jesus Christus zur Errettung, die Rechtfertigung des Sünders geglaubt habe, sondern unseren freiwilligen Gehorsam gegenüber Gott und seiner Rechtsprechung aus reiner Güte überbetont habe. Daher sei auch Finneys Heiligungslehre (englisch: Higher Life oder Oberlin Perfektionismus mit Asa Mahan) mit seinen hohen ethischen, moralischen und sittlichen Ansprüchen derart wichtig und übermächtig geworden, was viele Menschen überfordert habe.
Finney war umstritten in der presbyterianischen Kirche, ein bedeutender zeitgenössischer Kritiker war der heute weitgehend unbekannte theologische Lehrer John Williamson Nevin (1803–1886), ein Student von Charles Hodge. In seinem 1843 erschienenen Buch The Anxious Bench bezichtigte er Finney der falschen Lehre des Pelagianismus, der Machbarkeit des Heils und einer gewissen Oberflächlichkeit. Auch der bekannte presbyterianische Pastor Lyman Beecher trat Finney klar entgegen, weil er seine neuen Methoden ablehnte und der Theologieprofessor B. B. Warfield beurteilte seine Evangelisationsveranstaltungen und deren Auswirkungen kritisch, auch weil er grundsätzlich gegen die Heiligungsbewegung eingestellt war.
Finney führte neue Formen und Methoden ein (englisch: new measures), und er pflegte einen eigenen Predigtstil, der sich nicht an die bis anhin üblichen Konventionen und geregelten Gottesdienstabläufe hielt. Er predigte unterhaltsam, packend und herausfordernd, improvisierte, erzählte Anekdoten, um die Zuhörer zu gewinnen und ihre Aufmerksamkeit aufrechtzuerhalten. Er war der erste Evangelist, der Bekehrungswillige bei Veranstaltungen aufforderte, nach vorne zu kommen, um ihre Entscheidung zur Umkehr und Hingabe an Gott zu bekennen. Man sprach auch vom sogenannten Altarruf (englisch: altar call); und für seine Massenveranstaltungen gebrauchte er den Begriff der Erweckung (englisch: awakening). Er führte auch Nachversammlungen für Neubekehrte ein, um sie nach der öffentlichen Entscheidung für Jesus Christus in der christlichen Lehre und Lebensführung zu unterweisen.

## Schriften (Auswahl)
- Lectures on Revivals, 1835; How to Experience Revival, Whitaker House, 2017, ISBN 978-1-62911-785-0.
- Lectures on Systematic Theology, James M. Fitch, Oberlin 1846 und 1847.
- Lectures on Revivals of Religion, Fleming H. Revell Company, New York, Chicago und Toronto 1868.
- Principles of Prayer, Bethany House Publishers, 2001, ISBN 978-0-7642-2476-8.
- The Circus of Dr. Lao, University of Nebraska Press, 2011, ISBN 978-0-8032-3494-9.
- Power From On High, Artikel-Serie 1871–1874; CreateSpace Independent Publishing Platform, 2015, ISBN 978-1-5086-3461-4 und 2017, ISBN 978-1-9796-2444-2.
- Power from God, Whitaker 2020, ISBN 978-0-88368-631-7.
- The Character, Claims, and Practical Workings of Freemasonry, 2022, ISBN 979-8-36564471-7.
- Memoirs of Rev. Charles G. Finney, A. S. Barnes & Company, New York 1876; Charles G. Finney: An Autobiography, CreateSpace Independent Publishing Platform, 2016, ISBN 978-1-5403-3153-3; Autobiography of Charles G. Finney: A Lifetime of Evangelical Preaching to Christians Across America, 2017, ISBN 978-1-9757-9753-9.

### Deutsche Übersetzungen
- Charles G. Finney – Lebenserinnerungen, Düsseldorf 1902; Nachdruck: Gottfried Bernard, Solingen 2001, ISBN 978-3-925968-99-0.
- Hilfen zum Gebet. Grundsätze des Betens. Dynamis, Kreuzlingen 1983, ISBN 3-85645-039-4.
- Erweckung – Gottes Verheissung und unsere Verantwortung, Gottfried Bernard, Siegen 1987, ISBN 3-925968-03-2 und 1998, ISBN 978-3-925968-03-7.
- Erweckung ist möglich, Herold, 1992, ISBN 978-3-88936-055-7.
- Kraft von oben, Übersetzer: Dennis Streichert, CreateSpace Independent Publishing Platform, 2020.